# Calliostoma nordenskjoldi
Calliostoma nordenskjoldi is een slakkensoort uit de familie van de Calliostomatidae. De wetenschappelijke naam van de soort is voor het eerst geldig gepubliceerd in 1908 door Strebel.